# تارا لانيس
تارا جانيل لانيس (من مواليد 28 نوفمبر 1976 في ويست كوفينا، كاليفورنيا بالولايات المتحدة) هي متسابقة دراجات موتوكروس (بي إم إكس) ولاعبة كرة سلة على الكراسي المتحركة كانت سنواتها التنافسية الأولى من 1990 إلى 1993. أصبحت بطلة الدراجة الجبلية (MTB). متسابق. لعبت لاحقًا تنس الكراسي المتحركة وكرة السلة على الكراسي المتحركة في كندا. يتم نطق لقبها "الانحراف" ولكن لأسباب واضحة غالبًا ما يتم نطقه بشكل خاطئ "الممرات" كما هو الحال في نوع تقسيم المسار.

## الحياة المهنية في سباقات بي إم إكس
ملاحظة: المحترفون أولاً هم على المستوى الوطني ما لم تتم الإشارة إلى خلاف ذلك.
| منعطف                                      | تفاصيل الحدث |  |
| ------------------------------------------ | --- |  |
| بدء السباق:                                | في فبراير 1988 عندما كان عمرها 11 عامًا. اصطحبتها والدتها إلى سباق بي إم إكس بعد أن طلبت مرارًا وتكرارًا التوقف ومشاهدة واحدة في مضمار بي إم إكس في إحدى عطلات نهاية الأسبوع وبدأت السباق في عطلة نهاية الأسبوع التالية. ظهر اسمها لأول مرة في قائمة منطقة الفتيات كاليفورنيا 3 (CA-03) لشهر فبراير 1988 في عدد مايو 1988 من أمريكي بي إم إكس. حصلت على 4 نقاط فقط، مما يشير إلى حصولها على المركز الأخير في سباقها الأول. |  |
| هيئة العقوبات:                             | جمعية الدراجات الأمريكية (ABA) |  |
| المنطقة الخاضعة للعقوبات:                  | جمعية الدراجات الأمريكية: منطقة كاليفورنيا 3 (CA-3) 1988-1995 |  |
| دراجة السباق الأول:                        | سباق سي دبليو. |  |
| نتيجة السباق الأول:                        | المركز الثالث |  |
| الفوز الأول (محلي):                        | |  |
| الراعي الأول:                              | ملابس استرالية، أوائل أبريل 1989 |  |
| أول فوز وطني:                              | في 12 فتاة في جمعية الدراجات الأمريكية الخارقين في جنكس، في 24 يونيو 1989 (اليوم الأول) |  |
| أصبح محترفًا:                               | 1996 في ركوب الدراجات الجبلية. بحلول ذلك الوقت كانت قد تقاعدت من مسابقة بي إم إكس، وفعلت ذلك في عام 1994، ولكن على أمل أن تصبح من ضمن فريق بي إم إكس الأمريكي للألعاب الأولمبية الصيفية لعام 2008. عادت إلى مسابقة بي إم إكس في أواخر عام 2006 تتسابق في قسم النخبة للسيدات في الرابطة الوطنية للدراجات / بطولة العالم لسباق الدراجات على الطريق.                                                                       |  |
| أول نتيجة لسباق المحترفين:                 | المركز الرابع في فئة النخبة للسيدات في الرابطة الوطنية للدراجات في لاس فيغاس، نيفادا، في 4 نوفمبر، 2006. لقد أصبحت محترفة في السابق في الدراجة الجبلية سباق. كان هذا أول سباق لها تعود إلى منافسة بي إم إكس بهدف التأهل إلى الألعاب الأولمبية الصيفية 2008 القادمة في بكين، الصين |  |
| أول فوز احترافي:                           | لا شيء في بي إم إكس. |  |
| نتيجة السباق الأول للناشئات*:              | لا شيء. ذهبت مباشرة إلى النخبة النسائية بعد العودة إلى سباقات بي إم إكس. |  |
| أول فوز للناشئات:                          | "أول نتيجة لسباق الناشئات للمحترفين" |  |
| أول نتيجة سباق للمحترفين/النخبة للسيدات**: | راجع "نتيجة سباق المحترفين الأول." |  |
| أول فوز لكبار المحترفين/النخبة للسيدات:    | لا أحد. |  |
| الوزن في ذروة مسيرتها المهنية (1990-1993): | الوزن:125 رطل (تقريبًا). |  |
|                                            | |  |

تقاعدت في عام 1995 للتركيز على سباقات الدراجات الجبلية بدوام كامل. استأنفت عملها في أواخر عام 2006 بهدف تشكيل الفريق الأولمبي لعام 2008. انظر "أول نتيجة سباق احترافي". وفقًا لـ يانيس الولايات المتحدة الأمريكية للدراجات، طلبت منها استئناف مسيرتها المهنية في رياضة بي إم إكس:
"اقترب مني فريق الولايات المتحدة للدراجات وقال: "الآن بعد أن أصبح حدثًا أولمبيًا، فكري في (كذا)" فقلت لا. استمروا في التحدث معي، "حتى دخلت السباق وحصلت على المركز الرابع مع أسرع الفتيات الموجودات هناك. وهذا جعلني أعيد التفكير في الأمور."
ومع ذلك، فإن الإصابة الواضحة التي أنهت مسيرتها المهنية في البطولة الجبلية قضت على هذا الاحتمال لعام 2008. ومع ذلك، فقد أعلنت أن هدفها هو العودة إلى منافسة السباقات.
* في الرابطة الوطنية للدراجات للناشئات. لا يوجد مستوى مماثل في جمعية الدراجات الأمريكية.
** في الرابطة الوطنية للدراجات كانت/هي الفتيات الخارقات/النخبة من النساء؛ في جمعية الدراجات الأمريكية هي الفتيات المحترفات.

### رعاة متجر الدراجات
ملاحظة: تشير هذه القائمة فقط إلى الرعاة الأساسيين للمتسابق. في أي وقت من الأوقات يمكن أن يكون للمتسابق العديد من الرعاة المشاركين المتغيرين باستمرار. يمكن التحقق من الرعاية الأولية من خلال التغطية الصحفية لـ بي إم إكس وإعلانات الراعي في الوقت المعني.

#### الهواة/الصغار
الملابس الأسترالية أوائل أبريل 1989 - ديسمبر 1990
تصاميم هارو: ديسمبر 1990 - ديسمبر 1991 كان مواطنو جمعية الدراجات الأمريكية الدولار الفضي في رينو، نيفادا، الذي أقيم في 12 يناير 1991، هو أول سباق لتارا لـ هارو/كروبي.
هارو/كروبي: ديسمبر 1991 - ديسمبر 1994

#### النساء المحترفات/النخبة
الدراجات العملاقة / بيرل إيزومي: 2006 إلى الوقت الحاضر

### ألقاب موتوكروس للدراجات المهنية
ملاحظة: المدرجة هي عناوين المنطقة والولاية/المقاطعة/الإدارة والإقليمية والوطنية والدولية. يتم إدراج فقط الهيئات التي فرضت العقوبات والتي كانت نشطة خلال مسيرة المتسابق المهنية.

#### الهواة/الصغار
الرابطة الوطنية للدراجات
1992 بطلة وطنية كبرى للفتيات
جمعية الدراجات الأمريكية (ABA)
1989 12 فتاة و12 سنة وتحت الفتيات كروزر الوطنية رقم 2
1990 منطقة كاليفورنيا 3 (CA-3) الفتيات رقم 1
1990 13 بطلة وطنية كبرى للفتيات
1990 13 فتاة على المستوى الوطني رقم 1
1991 و1992 CA-3 بنات كروزر رقم 1

### مقابلات ومقالات في مجلة بي إم إكس الصحفية
"أرقام المنطقة لعام 1990" واحدة من الملفات الشخصية العديدة لأرقام المنطقة لعام 1990 الخاصة بـ جمعية الدراجات الأمريكية والمكتوبة بصيغة السيرة الذاتية.

## سجل الدراجة الجبلية
في عام 1993 بينما كانت لا تزال تتسابق في سباق بي إم إكس لصالح شركة هارو الدراجات، طلبت من ذلك الراعي شراء دراجة جبلية والذهاب إلى سباق الدراجات الجبلية. لقد أحببته وسرعان ما انتقلت من بي إم إكس إلى دراجة جبلية، مع سباق التعرج المزدوج عبر البلاد وبعد إلغاء سباق التعرج المزدوج بواسطة نوربا في أحداث عبور انحدار4. خلال سنوات دراجتها الجبلية حصلت على لقب "ت"، الحرف الأول من اسمها الأول.. على عكس بي إم إكس، أصبحت محترفة في عام 1996. وبدأت على الفور تقريبًا في الأداء الجيد على حلبة المحترفين، لكنها لم تفوز بأول لقب لها حتى عام 1999. في حدث سباق التعرج المزدوج أسفل التل الذي اقيفت الآن في ألعاب إي إس بي إن ألعاب الشتاء المتطرفة (المعروفة أيضًا بألعاب الشتاء "X") لذلك العام، حصلت تارا على الميدالية الذهبية. ستستمر في الفوز بـ 14 ميدالية أخرى في السنوات السبع التالية من حياتها المهنية بما في ذلك خمس بطولات. خلال هذا الوقت تعرضت أيضًا لإصابات عديدة بما في ذلك ثقب في الرئتين وكسر في القدم. ثم في سبتمبر 2007، الأكثر تدميراً على الإطلاق؛ حادث أدى إلى إصابتها بالشلل من الخصر إلى الأسفل. إنها تخضع لإعادة تأهيل صارمة وعلى الرغم من تشخيص الطبيب بأنها لن تتمكن من المشي مرة أخرى، إلا أنها مصممة ليس فقط على المشي مرة أخرى، بل على العودة إلى ركوب الدراجة وحتى المنافسة. ربما لم يكن الفصل الأخير من مسيرة تارا في السباقات مكتوبًا بالفعل في مواجهة مثل هذا التصميم.

## الحياة المهنية للدراجة الجبلية
بدأت السباق: بحسب موقعها على الإنترنت في عام 1993 عندما كان عمرها 16 عامًا. لقد طلبت من مدير فريق بي إم إكس في هارو ديزاين الذي كان يرعاها مرارًا وتكرارًا أن يجربها وقد رضخ أخيرًا. ولكن في مقابلة أجرتها عمل الدراجة الجبلية في مايو 2007، كانت شركة هارو الدراجات هي التي طلبت منها تجربتها.
التخصصات الفرعية: داون هيل، 4-كروس، سباق التعرج المزدوج، واختراق الضاحية
نتيجة السباق الأول: بحسب موقع تارا. الأولى في سباق التعرج المزدوج للسيدات في بحيرة بيغ بير، كاليفورنيا. وفقًا لمقابلتها في عمل الدراجة الجبليةفي مايو 2000، فقد حصلت على المركز الثاني في بطولة الناشئات في سباق التعرج المزدوج في نهائيات نوربا لعام 1993 في منتجع جبل ماموث في ماموث لاكيس، كاليفورنيا.
هيئة الجزاء: الرابطة الوطنية للدراجات على الطرق الوعرة (نوربا)
التحول إلى الاحتراف: 1996
متقاعدة: توقفت مسيرتها المهنية منذ إصابتها بالشلل التي تعرضت لها في حدث نهائيات جيب ملك الجبل في بيفر كريك، كولورادو، في 1 سبتمبر 2007. وهي تخضع حاليًا لإعادة تأهيل بدني مكثف بهدف ركوب الدراجة مرة أخرى.

### البطولة الجبلية والجهات الراعية الرئيسية من خارج المصنع
ملاحظة: تشير هذه القائمة فقط إلى الرعاة الأساسيين للمتسابق. في أي وقت من الأوقات يمكن أن يكون للمتسابق العديد من الرعاة المشاركين. يمكن التحقق من الرعاية الأولية من خلال التغطية الصحفية لـ البطولة الجبلية وإعلانات الراعي في الوقت المعني.

#### الهواة / صغار النساء
دراجة هاروق: 1994-1996
روتك: 1996-ديسمبر 1997 أصبحت محترفة مع هذا الراعي

#### النساء المحترفات/النخبة
روتك: 1996- ديسمبر 1997
التخصص: ديسمبر 1997 - ديسمبر 2000
اليتي/بيرل إيزومي: ديسمبر 2000 - أكتوبر 2002 حلت فريق اليتي/بيرل إيزومي بعد موسم 2002.
الدراجات العملاقة / بيرل إيزومي: ديسمبر 2002 إلى الوقت الحاضر على الرغم من إصابتها المدمرة، جددت شركة عملاق الدراجات عقدها وستعمل معها في جهودها للتعافي.

### ألقاب سباق الدراجات الجبلية (MTB).

#### الهواة / صغار النساء
- الرابطة الوطنية للدراجات على الطرق الوعرة (نوربا)
- 1995 بطلة الإنحدار الوطني للناشئين
- الولايات المتحدة الأمريكية للدراجات

#### النساء المحترفات/النخبة
ألعاب اي اس بي ان اكستريم:
- بطلة ألعاب السائق X الشتاء X لعام 1999 (الميدالية الذهبية)

الاتحاد الدولي للدراجات (بطولة العالم لسباق الدراجات على الطريق)
- 1999 الميدالية البرونزية بطلة كأس العالم للتعرج المزدوج
- 2000 الميدالية الفضية بطلة كأس العالم للتعرج المزدوج
- 2001 الميدالية البرونزية بطلة كأس العالم للتعرج المزدوج
- 2000 بطلة العالم للميدالية الفضية المزدوجة
- 2001 بطلة العالم للميدالية البرونزية المزدوجة
- 2001 4- بطلة كأس العالم للكروس
- 2004، 2005 بطلة العالم 4- الميدالية البرونزية
- 2004 - بطلة كأس العالم 4- الميدالية الفضية
- 2006 - بطلة كأس العالم 4 - الميدالية البرونزية كروس

الرابطة الوطنية للدراجات على الطرق الوعرة (نوربا)
- 2002 البطلة الوطنية لسباق التعرج المزدوج
- 2002، 2004 بطلة الولايات المتحدة الوطني للرباعي
- بطلة الإنحدار الوطني لعام 2006

الولايات المتحدة الأمريكية للدراجات
- البطلة الوطنية 2006.

### إصابات البطولة الجبلية (MTB)
- كسرت عظمة الياقة في عام 1996 في واشنطن ناشيونال.
- كسرت عظمة الياقة في المنحدرات في كأس العالم بطولة العالم لسباق الدراجات على الطريق في كنمور، ألبرتا، كندا في عطلة نهاية الأسبوع من 3 إلى 4 يوليو 1999. وعادت بعد أسابيع قليلة فقط من الحادث، على الرغم من أنها فاتتها حدثين في كأس العالم أثناء استلقاءها.[19]
- أصيبت بارتجاجين في عام 2000.
- لقد تعرضت لإصابات عديدة أثناء التدريب في سباق نوربا صليب الجبل على تل تشابمان في دورانغو، كولورادو، في 3 أغسطس 2002. لقد تحطمت في إحدى القفزات المزدوجة الكبيرة جدًا. لقد عانت من كسر في الترقوة اليسرى، وثلاثة كسور في الأضلاع، ورئتان منهارتان جزئيًا، وكانت إحداهما مصابة بكدمات شديدة، وتمزق في الرباط الصليبي الأمامي في ركبتها اليمنى.[20]
- أصيبت بكسر في قدمه اليسرى في حادث سيارة في 16 يونيو 2003 على طريق في ولاية بنسلفانيا. كانت تسافر في شاحنة الفريق العملاق فورد F350 التي كانت تقطر مقطورة الفريق بطول 30 قدمًا (9.1 م) في طريقها إلى فيرمونت للمحطة الثالثة في سلسلة نوربا NCS. اضطر فريق الإنقاذ إلى إخراج تارا من السيارة. أصيب ثلاثة ركاب آخرين في السيارة (جاريد راندو وداستن آدامز) بخدوش طفيفة فقط. احتاج ميكانيكي الفريق مات دونيهو الذي كان يقود السيارة إلى غرز. انحشرت قدم تارا تحت المقعد أمامها مما أدى إلى كسرها.[21] ذهبت إلى المستشفى لتلقي العلاج وعادت إلى جنوب كاليفورنيا في اليوم التالي بينما واصل زملاؤها طريقهم إلى فيرمونت في السيارة الاحتياطية للفريق.[22] قالت تارا عن إصابتها:وكتبت: "لقد عد إلى أخصائي القدم الخاص بي وأطلعني على الأشعة المقطعية". "يبدو كما لو أنها مجرد عظمة واحدة في قدمي. العظم المسماري 2 و 3. أخبرته أيضًا أن إصبعي قدمي الصغيرين كانا يؤلماني بشدة، لذا قام بتصويرهما بالأشعة السينية مرة أخرى وتأكد من كسرهما. لا يعني ذلك أنه يحدث فرقًا كبيرًا. لقد محاظتهما بشكل جيد لذلك لم يضطر إلى إعادة ضبط أي شيء. سيستغرق الأمر من 4 إلى 6 أسابيع."[23]

- 2007 إصابة الحبل الشوكي في 1 سبتمبر 2007، أصيبت تارا في بيفر كريك، كولورادو، التي تستضيف سيارة جيب كينغ أوف ذا ماونتن فينالي. وقع الحادث في اليوم الثاني والأخير على التوالي في مسار التعرج المزدوج بينما كانت تتسابق وجهاً لوجه ضد جيل كينتنر في الدور قبل النهائي. اصطدمت تارا بالعائق بشكل خاطئ وهبطت الدراجة بمقدمتها أولاً على الأرض. ألقيت من فوق المقاود وعلى رأسها ثم هبطت على ظهرها، مما أدى إلى إصابتها بصدمة شديدة وشديدة في أسفل الظهر، وعانت من كسر C-7 وتلف L-1 في فقراتها، وشل أطرافها السفلية. نقلت أولاً إلى مركز فيل فالي الطبي ثم نقلت جواً إلى مستشفى دنفر الصحي. خضعت لعملية جراحية لمدة سبع ساعات ولكن لم تشعر بعد بأي شعور من الخصر إلى الأسفل. ووفقا للجراحين الذين عملوا عليها، فإن الحالة على الأرجح دائمة.[17][24][25] تذكرت تارا لحظة الحادث:"كانت هذه وظيفتي وكنت محظوظة. ثم ظهرت حياتي وكل ما حلمت به وحققته أمام عيني وأنا مستلقية على الأرض محاولة أن أفهم سبب شعوري بهذا الألم ولماذا لا تتحرك ساقاي."[26]

- لا تزال تارا تخضع لعملية إعادة تأهيل مكثفة، واعتبارًا من أواخر عام 2008، تمكنت من تحريك ساقها اليسرى. هدفها المعلن هو العودة إلى السباق التنافسي مرة أخرى.[27] كما ذكرت في مقابلة مع موقع دافعو الركائزعلى الإنترنت:"تبدو إيجابيًا للغاية بالنسبة لي ومتحمسة للغاية. ما الذي يدفعك؟ هل هو موجود بداخلك فقط؟"

تارا: 
"أعتقدت أن الأمر كله يتعلق برغبتي في المشي مرة أخرى. عندما حدث هذا، كنت محطمة تمامًا. أعني أن هذه كانت حياتي منذ أن كان عمري 11 عامًا. هذا ما أعرفه وهو ما أحبه. هذا ما أحبه تمامًا، بلا شك. أعني، عدم قدرتي على ركوب دراجتي مرة أخرى لبقية حياتي... سوف يسحقني ذلك. ولذا بالنسبة لي، لا أستطيع في فكرة سلبية في ذهني. لا أستطيع ذلك، لأنك تعلم أنه يمكن للأطباء أن يأتوا، ويمكنهم أن يدخلوا... ويقولوا: "لن تمشي مرة أخرى أبدًا." لكن، كما تعلمون، بالنسبة لي، الكثير من الأمر هو العقل فوق المادة. لقد أجروا اختبارًا في الأسبوع الأول الذي كنت فيه هنا في كريج وفي الاختبار اعتبروني "مكتملًا". ما يعنيه اكتمال ذلك هو أنك لن تمشي مرة أخرى. أتعلم؟ بدأت ساقاي تتحركان من جديد، وخاصة ساقي اليسرى. كان أحد أطبائي يقول: "يا إلهي!"."

## رياضة كرسي متحرك لكرة السلة

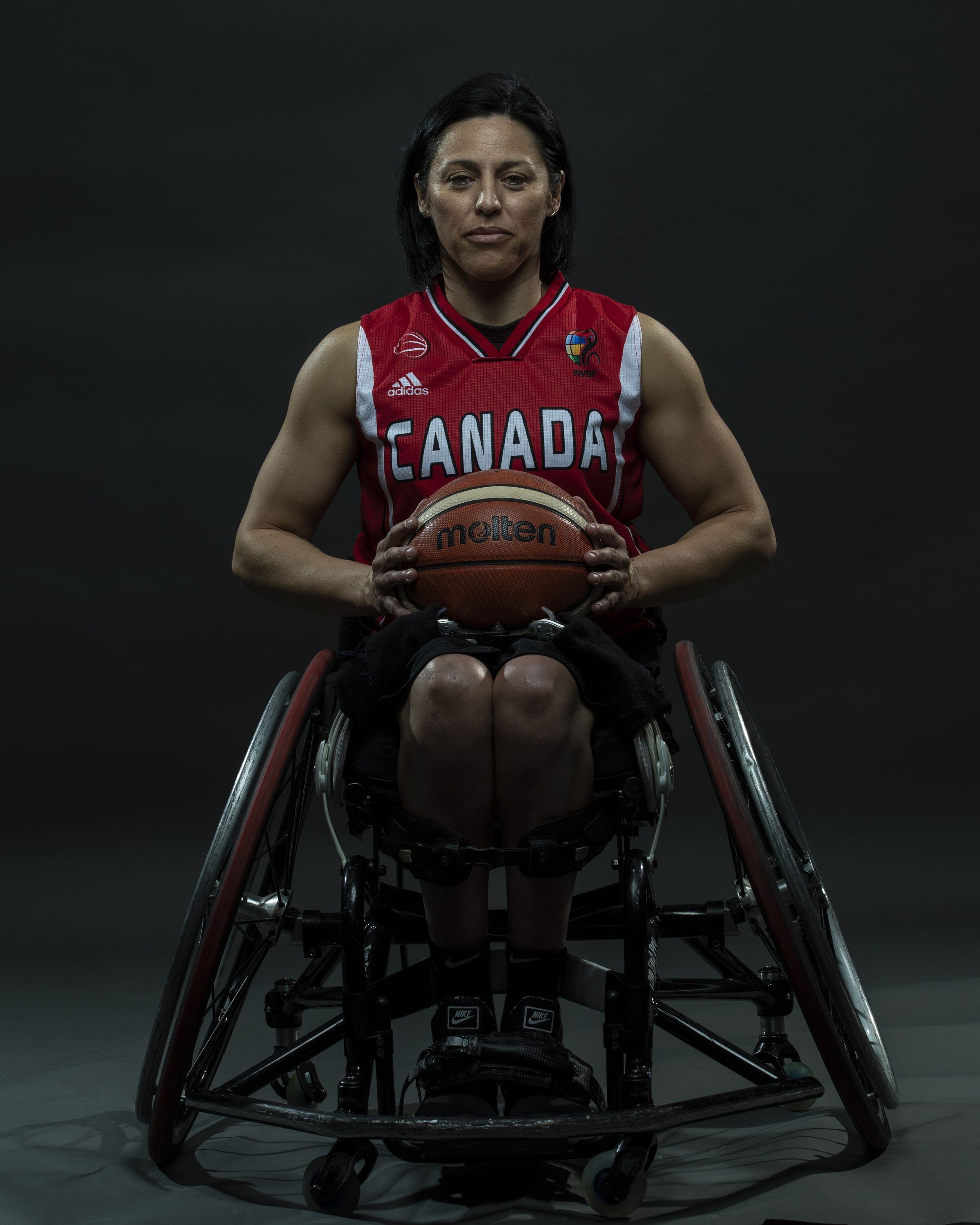
تارا لانيس

بدأت لانيس مهنة جديدة في بيع الدراجات الجبلية التكيفية، وبدأت لعب التنس على الكراسي المتحركة. قابلت أماندا يان التي اقترحت عليها تجربة كرة السلة على الكراسي المتحركة. شجعها صديقها ريتشارد بيتر على ذلك، معتقدًا أنه سيحسن أدائها في ملعب التنس. بدأت هذه الرياضة في عام 2016، حيث لعبت لفريق بي سي رويالز، وبعد ذلك بعامين اختيرت كجزء من المنتخب الكندي لبطولة العالم لكرة السلة على الكراسي المتحركة لعام 2018 في هامبورغ، ألمانيا.